# Southern California Striders
Die Southern California Striders sind ein amerikanischer Leichtathletikverein mit Schwerpunkt in Los Angeles. Bei den Striders trafen und treffen sich die vorherigen Gegner der UCLA und USC.
Sie wurden ursprünglich 1955 von fünf Spitzensportlern gegründet, nämlich  Mal Whitfield, George Rhoden,  Meredith Gourdine,  Lang Stanley und George Brown. Zu der Zeit gab es nur wenige Leichtathletikvereine, da kaum jemand nach dem College weiter mit einer wenig lukrativen Sportart wie Leichtathletik als Spitzensport weiter betreiben wollte. Die Striders bestanden fast nur aus Spitzensportlern (Frauen spielten damals im amerikanischen Collegesport keine Rolle und damit auch nicht im Nach-College Spitzensport), sodass sie „America’s finest Olympic Track and Field Stars“ genannt wurden.
Zwischen 1957 und 1965 gewannen sie 8-mal die amerikanische Mannschaftsmeisterschaft der AAU.  Die Mitgliederlisten lesen sich wie die Ergebnislisten der amerikanischen Meisterschaften. Rafer Johnson, Ralph Boston, Bill Toomey, Mike Larrabee, Bob Seagren,  John Rambo, John Smith, Fortune Gordien, Ronnie Ray Smith,  Marshall Clark, Otis Burrell, Charles Dumas, Ed Caruthers, Leon Coleman, Donald Quarrie, Adolph Plummer, Chuck Smith, Ulis Williams, Rex Cawley, Wayne Collett, Ralph Mann, Ron Whitney, Geoff Vanderstock, Jim Cerveny, Paul Wilson, Ron Morris, Dick Railsback, John Pennel, Bob Day, Dave Volz, Parry O’Brien, Dallas Long, Peter Shmock, Rink Babka, Ben Plucknett, Ed Burke, Hal Connolly, Larry Young, Mike Manley und Max Truex. Der letzte der Liste war Ben Plucknett (1981).
Der Vereinspräsident war  Dr. Jerry Bornstein,  der mit anderen Ärzten den Verein finanzierte. Als  industrielle Vereinssponsoren üblich wurden und in der Folge die Amateurbedingungen aufgehoben wurden, verlor der Verein an  Bedeutung. Heute ist er der erfolgreichste Verein im amerikanischen Seniorensport.